# ヴィクトル・ボブシン・ペレイラ
ヴィクトル・ボブシン（Victor Bobsin）ことヴィクトル・ボブシン・ペレイラ（ポルトガル語: Victor Bobsin Pereira、2000年1月12日 - ）は、ブラジルのサッカー選手。ポジションはMF。
Kリーグ時代の登録名はベルトラ（ハングル: 벨톨라）。

## クラブ歴
2012年にグレミオFBPAの下部組織に加入。2021年3月23日にカンピオナート・ガウショでペドロ・ルーカスに代わって途中投入され選手初出場を記録した。

## 代表歴
U-17ブラジル代表として、2016 BRICS U-17サッカー選手権、2017 南米U-17選手権、2017 FIFA U-17ワールドカップに出場した。